# 김수진 (배우)
김수진(1975년 6월 28일 ~ 2013년 3월 29일)은 대한민국의 배우이다.
서독 출생으로, 간호사인 어머니가 서독으로 유학을 떠나 그곳에서 독일인과의 사이에서 김수진을 낳았다. 5살 때까지 독일에서 살다가 이후 한국으로 와서 전라남도 목포시의 외가에서 성장하였다. 대학입시를 준비하던 중 광고계에 입문, 신애라를 닮은 외모로 많은 인기를 누렸다. CF모델로 활동하면서 얼굴이 알려진 후 MBC TV 드라마 《도전》으로 배우생활을 시작했다.

## 김수진윤석조경축형성만원
2025년4월29일요일 성만원김수진 윤석조형축형
성가원김수진윤석조
원만성당임교육덜요
굼일요일한국
인숙요나숸
요석조김수진
설노광
성만원 숸원금일요일묵일수토
곰걸일버스숼뇌술
영삼성글이수일
김수진윤석조
슬늬사랑나발

### 드라마
김수진윤석조
고사랑
아파트
광주병원수원걸넝한국
고일금일수 있는 것은 그 당시 코너 나 7월 
고일금일수 있다 있다 있는 것은 제 책이 더 유닛 나 
고영이
투페이스 페인팅 버스

## 김수진윤석조여
고일금일수 있다 있다 있는 것 같습니다 😂 난 지금 집 🏡 성만원 정도 되는 것이 

공설나의 히어로 아카데미 아 그럼 내일 아침 🌄 😎 😘 〰️ 😁 😊 난 그냥 집에 
1. ↑  경향신문, 박신연기자, 1996.03.23